# Giải vô địch bóng đá thế giới 2010 (Bảng A)
Dưới đây là thông tin chi tiết về các trận đấu trong khuôn khổ bảng A - Giải vô địch bóng đá thế giới 2010, là một trong tám bảng đấu thuộc World Cup 2010. Trận đầu tiên của bảng diễn ra vào ngày 11 tháng 6 năm 2010, và hai trận đấu cuối cùng được đá vào ngày 22 tháng 6. Bảng đấu gồm có đội chủ nhà Nam Phi, ngoài ra còn có sự góp mặt của ba đội Mexico, Uruguay và Pháp. Uruguay và Pháp trước đây đã từng gặp nhau tại World Cup 2002, trận đấu kết thúc với tỷ số 0 - 0. Đây cũng là lần thứ hai Pháp, Mexico, và Uruguay được rút thăm trong cùng một bảng với đội chủ nhà; lần cuối là trong World Cup 1966, với Anh và Uruguay tiến vào vòng tiếp theo.
| hàng 1 cột 1 | hàng 1 cột 2 |
| ------------ | ------------ |
| hàng 2 cột 1 | hàng 2 cột 2 |
| hàng 3 cột 1 | hàng 3 cột 2 |
| hàng 4 cột 1 | hàng 4 cột 2 |

## Nam Phi v México

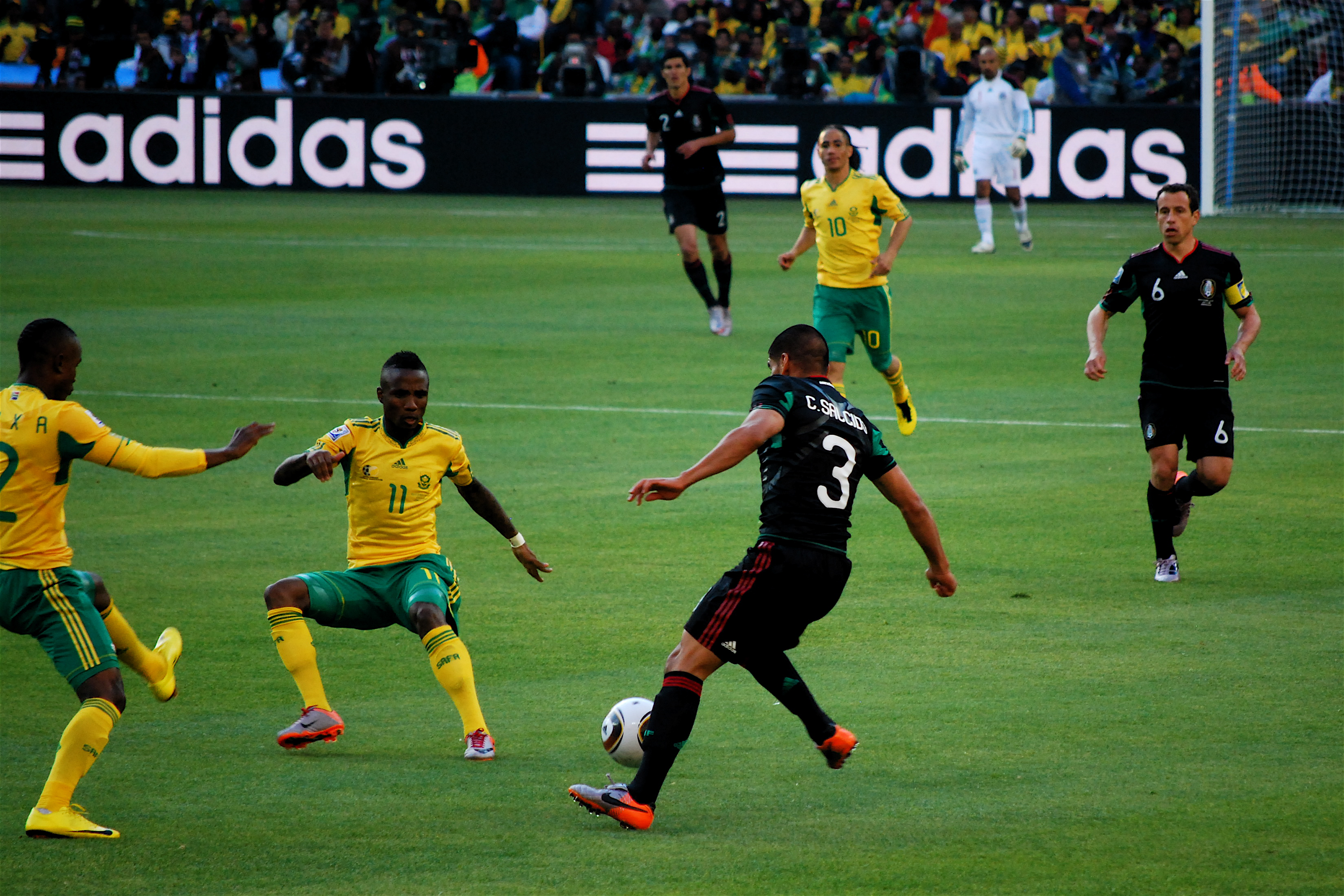
Tình huống tranh chấp bóng giữa hai đội.

| Nam Phi        | 1–1      | México      |
| -------------- | -------- | ----------- |
| Tshabalala 55' | Chi tiết | Márquez 79' |

| Nam Phi | México |

| GK                      | 16 | Itumeleng Khune        |  |     |     |
| DF                      | 2  | Siboniso Gaxa          |  |     |     |
| DF                      | 4  | Aaron Mokoena (c)      |  |     |     |
| MF                      | 8  | Siphiwe Tshabalala     |  |     |     |
| FW                      | 9  | Katlego Mphela         |  |     |     |
| MF                      | 10 | Steven Pienaar         |  | 83' |     |
| MF                      | 11 | Teko Modise            |  |     |     |
| MF                      | 12 | Reneilwe Letsholonyane |  |     |     |
| MF                      | 13 | Kagisho Dikgacoi       |  | 27' |     |
| DF                      | 15 | Lucas Thwala           |  | 46' |     |
| DF                      | 20 | Bongani Khumalo        |  |     |     |
| Vào thay người:         |    |                        |  |     |     |
| DF                      | 3  | Tsepo Masilela         |  | 70' | 46' |
| FW                      | 17 | Bernard Parker         |  | 83' |     |
| Huấn luyện viên trưởng: |    |                        |  |     |     |
| Carlos Alberto Parreira |    |                        |  |     |     |

| GK                      | 1  | Óscar Pérez         |  |     |     |
| DF                      | 2  | Francisco Rodríguez |  |     |     |
| DF                      | 3  | Carlos Salcido      |  |     |     |
| DF                      | 4  | Rafael Márquez      |  |     |     |
| DF                      | 5  | Ricardo Osorio      |  |     |     |
| MF                      | 6  | Gerardo Torrado (c) |  | 57' |     |
| FW                      | 9  | Guillermo Franco    |  | 73' |     |
| FW                      | 11 | Carlos Vela         |  | 69' |     |
| DF                      | 12 | Paul Aguilar        |  |     | 55' |
| DF                      | 16 | Efraín Juárez       |  | 18' |     |
| MF                      | 17 | Giovani dos Santos  |  |     |     |
| Vào thay người:         |    |                     |  |     |     |
| FW                      | 10 | Cuauhtémoc Blanco   |  |     | 69' |
| FW                      | 14 | Javier Hernández    |  |     | 73' |
| MF                      | 18 | Andrés Guardado     |  |     | 55' |
| Huấn luyện viên trưởng: |    |                     |  |     |     |
| Javier Aguirre          |    |                     |  |     |     |

| Cầu thủ xuất sắc nhất trận: Siphiwe Tshabalala (Nam Phi) Trợ lý trọng tài: Rafael Ilyasov (Uzbekistan) Bakhadyr Kochkarov (Kyrgyzstan) Trọng tài bàn: Subkhiddin Mohd Salleh (Malaysia) |

## Uruguay v Pháp
| Uruguay | 0–0      | Pháp |
| ------- | -------- | ---- |
|         | Chi tiết |      |

| Uruguay | Pháp |

| GK                      | 1  | Fernando Muslera   |         |     |
| RB                      | 6  | Mauricio Victorino | 59'     |     |
| CB                      | 2  | Diego Lugano (c)   | 90+3'   |     |
| CB                      | 3  | Diego Godín        |         |     |
| LB                      | 11 | Álvaro Pereira     |         |     |
| RM                      | 16 | Maxi Pereira       |         |     |
| CM                      | 15 | Diego Pérez        |         | 88' |
| CM                      | 17 | Egidio Arévalo     |         |     |
| LM                      | 18 | Ignacio González   |         | 63' |
| CF                      | 10 | Diego Forlán       |         |     |
| CF                      | 9  | Luis Suárez        |         | 74' |
| Vào thay người:         |    |                    |         |     |
| MF                      | 14 | Nicolás Lodeiro    | 65' 81' | 63' |
| FW                      | 13 | Sebastián Abreu    |         | 74' |
| MF                      | 8  | Sebastián Eguren   |         | 88' |
| Huấn luyện viên trưởng: |    |                    |         |     |
| Oscar Tabárez           |    |                    |         |     |

| GK                      | 1  | Hugo Lloris         |     |     |
| RB                      | 2  | Bacary Sagna        |     |     |
| CB                      | 5  | William Gallas      |     |     |
| CB                      | 3  | Éric Abidal         |     |     |
| LB                      | 13 | Patrice Evra (c)    | 12' |     |
| DM                      | 14 | Jérémy Toulalan     | 68' |     |
| CM                      | 8  | Yoann Gourcuff      |     | 75' |
| CM                      | 19 | Abou Diaby          |     |     |
| RW                      | 10 | Sidney Govou        |     | 85' |
| LW                      | 7  | Franck Ribéry       | 19' |     |
| CF                      | 21 | Nicolas Anelka      |     | 72' |
| Vào thay người:         |    |                     |     |     |
| FW                      | 12 | Thierry Henry       |     | 72' |
| MF                      | 15 | Florent Malouda     |     | 75' |
| FW                      | 11 | André-Pierre Gignac |     | 85' |
| Huấn luyện viên trưởng: |    |                     |     |     |
| Raymond Domenech        |    |                     |     |     |

| Cầu thủ xuất sắc nhất trận: Diego Forlán (Uruguay) Trợ lý trọng tài: Sagara Toru (Nhật Bản) Jeong Hae-Sang (Hàn Quốc) Trọng tài bàn: Joel Aguilar (El Salvador) |

## Nam Phi v Uruguay
| Nam Phi | 0–3      | Uruguay                                    |
| ------- | -------- | ------------------------------------------ |
|         | Chi tiết | Forlán 24', 80' (ph.đ.) · Á. Pereira 90+5' |

| Nam Phi | Uruguay |

| GK                      | 16 | Itumeleng Khune        | 76' |     |
| RB                      | 2  | Siboniso Gaxa          |     |     |
| CB                      | 4  | Aaron Mokoena (c)      |     |     |
| CB                      | 20 | Bongani Khumalo        |     |     |
| LB                      | 3  | Tsepo Masilela         |     |     |
| RM                      | 8  | Siphiwe Tshabalala     |     |     |
| CM                      | 13 | Kagisho Dikgacoi       | 42' |     |
| CM                      | 12 | Reneilwe Letsholonyane |     | 57' |
| LM                      | 11 | Teko Modise            |     |     |
| SS                      | 10 | Steven Pienaar         | 6'  | 79' |
| CF                      | 9  | Katlego Mphela         |     |     |
| Vào thay người:         |    |                        |     |     |
| MF                      | 19 | Surprise Moriri        |     | 57' |
| GK                      | 1  | Moeneeb Josephs        |     | 79' |
| Huấn luyện viên trưởng: |    |                        |     |     |
| Carlos Alberto Parreira |    |                        |     |     |

| GK                      | 1  | Fernando Muslera    |  |     |
| RB                      | 16 | Maxi Pereira        |  |     |
| CB                      | 2  | Diego Lugano (c)    |  |     |
| CB                      | 3  | Diego Godín         |  |     |
| LB                      | 4  | Jorge Fucile        |  | 71' |
| DM                      | 15 | Diego Pérez         |  | 90' |
| RM                      | 17 | Egidio Arévalo      |  |     |
| LM                      | 11 | Álvaro Pereira      |  |     |
| AM                      | 10 | Diego Forlán        |  |     |
| CF                      | 9  | Luis Suárez         |  |     |
| CF                      | 7  | Edinson Cavani      |  | 89' |
| Vào thay người:         |    |                     |  |     |
| MF                      | 20 | Álvaro Fernández    |  | 71' |
| FW                      | 21 | Sebastián Fernández |  | 89' |
| MF                      | 5  | Walter Gargano      |  | 90' |
| Huấn luyện viên trưởng: |    |                     |  |     |
| Oscar Tabárez           |    |                     |  |     |

| Cầu thủ xuất sắc nhất trận: Diego Forlán (Uruguay) Trợ lý trọng tài: Matthias Arnet (Thụy Sĩ) Francesco Buragina (Thụy Sĩ) Trọng tài bàn: Wolfgang Stark (Đức) |

## Pháp v México
| Pháp | 0–2      | México                             |
| ---- | -------- | ---------------------------------- |
|      | Chi tiết | Hernández 64' · Blanco 79' (ph.đ.) |

| Pháp | México |

| GK                      | 1  | Hugo Lloris         |       |     |
| RB                      | 2  | Bacary Sagna        |       |     |
| CB                      | 5  | William Gallas      |       |     |
| CB                      | 3  | Éric Abidal         | 78'   |     |
| LB                      | 13 | Patrice Evra (c)    |       |     |
| CM                      | 14 | Jérémy Toulalan     | 45+1' |     |
| CM                      | 19 | Abou Diaby          |       |     |
| RW                      | 10 | Sidney Govou        |       | 69' |
| AM                      | 7  | Franck Ribéry       |       |     |
| LW                      | 15 | Florent Malouda     |       |     |
| CF                      | 21 | Nicolas Anelka      |       | 46' |
| Vào thay người:         |    |                     |       |     |
| FW                      | 11 | André-Pierre Gignac |       | 46' |
| MF                      | 20 | Mathieu Valbuena    |       | 69' |
| Huấn luyện viên trưởng: |    |                     |       |     |
| Raymond Domenech        |    |                     |       |     |

| GK                      | 1  | Óscar Pérez        |     |     |
| RB                      | 5  | Ricardo Osorio     |     |     |
| CB                      | 15 | Héctor Moreno      | 49' |     |
| CB                      | 2  | Javier Rodríguez   | 82' |     |
| LB                      | 3  | Carlos Salcido     |     |     |
| DM                      | 4  | Rafael Márquez (c) |     |     |
| CM                      | 16 | Efraín Juárez      | 48' | 55' |
| CM                      | 6  | Gerardo Torrado    |     |     |
| RW                      | 17 | Giovani dos Santos |     |     |
| LW                      | 11 | Carlos Vela        |     | 31' |
| CF                      | 9  | Guillermo Franco   | 4'  | 62' |
| Vào thay người:         |    |                    |     |     |
| MF                      | 7  | Pablo Barrera      |     | 31' |
| FW                      | 14 | Javier Hernández   |     | 55' |
| FW                      | 10 | Cuauhtémoc Blanco  |     | 62' |
| Huấn luyện viên trưởng: |    |                    |     |     |
| Javier Aguirre          |    |                    |     |     |

| Cầu thủ xuất sắc nhất trận: Javier Hernández (México) Trợ lý trọng tài: Hassan Kamranifar (Iran) Saleh Al Marzouqi (UAE) Trọng tài bàn: Peter O'Leary (New Zealand) |

## México v Uruguay
| México | 0–1      | Uruguay    |
| ------ | -------- | ---------- |
|        | Chi tiết | Suárez 43' |

| México | Uruguay |

| GK                      | 1  | Óscar Pérez           |     |     |
| RB                      | 5  | Ricardo Osorio        |     |     |
| CB                      | 2  | Francisco Rodríguez   |     |     |
| CB                      | 15 | Héctor Moreno         |     | 57' |
| LB                      | 3  | Carlos Salcido        |     |     |
| CM                      | 4  | Rafael Márquez        |     |     |
| RM                      | 6  | Gerardo Torrado       |     |     |
| LM                      | 18 | Andrés Guardado       |     | 46' |
| SS                      | 17 | Giovani dos Santos    |     |     |
| SS                      | 10 | Cuauhtémoc Blanco (c) |     | 63' |
| CF                      | 9  | Guillermo Franco      |     |     |
| Vào thay người:         |    |                       |     |     |
| MF                      | 7  | Pablo Barrera         |     | 46' |
| MF                      | 8  | Israel Castro         | 86' | 57' |
| FW                      | 14 | Javier Hernández      | 77' | 63' |
| Huấn luyện viên trưởng: |    |                       |     |     |
| Javier Aguirre          |    |                       |     |     |

| GK                      | 1  | Fernando Muslera   |     |     |
| RB                      | 16 | Maxi Pereira       |     |     |
| CB                      | 2  | Diego Lugano (c)   |     |     |
| CB                      | 6  | Mauricio Victorino |     |     |
| LB                      | 4  | Jorge Fucile       | 68' |     |
| CM                      | 15 | Diego Pérez        |     |     |
| RM                      | 17 | Egidio Arévalo     |     |     |
| LM                      | 11 | Álvaro Pereira     |     | 77' |
| AM                      | 10 | Diego Forlán       |     |     |
| CF                      | 9  | Luis Suárez        |     | 85' |
| CF                      | 7  | Edinson Cavani     |     |     |
| Vào thay người:         |    |                    |     |     |
| DF                      | 19 | Andrés Scotti      |     | 77' |
| MF                      | 20 | Álvaro Fernández   |     | 85' |
| Huấn luyện viên trưởng: |    |                    |     |     |
| Oscar Tabárez           |    |                    |     |     |

| Cầu thủ xuất sắc nhất trận: Luis Suárez (Uruguay) Trợ lý trọng tài: Gabor Eros (Hungary) Tibor Vamos (Hungary) Trọng tài bàn: Martin Hansson (Thụy Điển) |

## Pháp v Nam Phi
| Pháp        | 1–2      | Nam Phi                  |
| ----------- | -------- | ------------------------ |
| Malouda 70' | Chi tiết | Khumalo 20' · Mphela 37' |

| Pháp | Nam Phi |

| GK                      | 1  | Hugo Lloris         |     |     |
| RB                      | 2  | Bacary Sagna        |     |     |
| CB                      | 5  | William Gallas      |     |     |
| CB                      | 17 | Sébastien Squillaci |     |     |
| LB                      | 22 | Gaël Clichy         |     |     |
| CM                      | 18 | Alou Diarra (c)     |     | 82' |
| CM                      | 19 | Abou Diaby          | 71' |     |
| RW                      | 11 | André-Pierre Gignac |     | 46' |
| LW                      | 7  | Franck Ribéry       |     |     |
| AM                      | 8  | Yoann Gourcuff      | 25' |     |
| CF                      | 9  | Djibril Cissé       |     | 55' |
| Vào thay người:         |    |                     |     |     |
| LW                      | 15 | Florent Malouda     |     | 46' |
| CF                      | 12 | Thierry Henry       |     | 55' |
| CF                      | 10 | Sidney Govou        |     | 82' |
| Huấn luyện viên trưởng: |    |                     |     |     |
| Raymond Domenech        |    |                     |     |     |

| GK                      | 1  | Moeneeb Josephs    |  |     |
| RB                      | 5  | Anele Ngcongca     |  | 55' |
| CB                      | 4  | Aaron Mokoena (c)  |  |     |
| CB                      | 20 | Bongani Khumalo    |  |     |
| LB                      | 3  | Tsepo Masilela     |  |     |
| CM                      | 6  | MacBeth Sibaya     |  |     |
| CM                      | 23 | Thanduyise Khuboni |  | 78' |
| RW                      | 10 | Steven Pienaar     |  |     |
| LW                      | 8  | Siphiwe Tshabalala |  |     |
| CF                      | 9  | Katlego Mphela     |  |     |
| CF                      | 17 | Bernard Parker     |  | 68' |
| Vào thay người:         |    |                    |  |     |
| DF                      | 2  | Siboniso Gaxa      |  | 55' |
| FW                      | 18 | Siyabonga Nomvethe |  | 68' |
| MF                      | 11 | Teko Modise        |  | 78' |
| Huấn luyện viên trưởng: |    |                    |  |     |
| Carlos Alberto Parreira |    |                    |  |     |

| Cầu thủ xuất sắc nhất trận: Katlego Mphela (Nam Phi) Trợ lý trọng tài: Abraham Gonzalez (Colombia) Humberto Clavijo (Colombia) Trọng tài bàn: Héctor Baldassi (Argentina) |